# Гури (Остроленцький повіт)
Гури (пол. Góry) — село в Польщі, у гміні Говорово Остроленцького повіту Мазовецького воєводства.
Населення — 117 осіб (2011).
У 1975-1998 роках село належало до Остроленцького воєводства.

## Демографія
Демографічна структура станом на 31 березня 2011 року:
|          | Загалом | Допрацездатний вік | Працездатний вік | Постпрацездатний вік |
| -------- | ------- | ------------------ | ---------------- | -------------------- |
| Чоловіки | 62      | 8                  | 46               | 8                    |
| Жінки    | 55      | 11                 | 27               | 17                   |
| Разом    | 117     | 19                 | 73               | 25                   |